# 러시아-일본 관계
러일관계(러시아어: Российско-японские отношения, 일본어: 日露関係)는 이전부터 러시아와 일본은 영토 문제와 만주 진출, 동서 냉전 등 충돌하는 시간이 길었다. 양국 간의 긴장이 최고조에 달한 사건으로는, 1904년에 일어난 러일전쟁이나, 태평양 전쟁이 종결되기 직전의 만주 전략공세작전 등을 들 수 있다. 대전 종결 후에도, 냉전과 쿠릴 열도 분쟁 때문에 오랫동안 개선이 이루어지지 않다가, 1986년 냉전의 종식이 전기가 되어, 현재는 양국 사이에 활발한 경제 교류가 있다. 그러나, 최근에 있어서도, 어민총격・나포사건・자원문제(사할린2 광구 개발에 대하여 돌연 중지 명령이 내려졌다) 등이 발생하고 있다. 북방영토 문제는 미해결이고, 일본-러시아 양국간에는 평화조약이 맺어지지 않고 있다.

## 역사

### 러시아 제국-일본 관계
러시아와 일본의 관계는 러시아 제국 시대로 거슬러간다. 청일전쟁의 승리로 일본은 요동반도를 차지하게 되었으나, 러시아는 일본의 팽창주의로 인해 한반도와 남만주가 일본의 식민지가 될 경우 청과 일본이 연합하여 러시아에 대항할 수 있다는 점을 경계하였다. 이에, 프랑스, 독일과 함께 요동반도를 포기하도록 일본에 요구하였다.(1895년, → 삼국 간섭).  러일 전쟁은 1904년 2월 8일에 발발하여 1905년 가을까지 계속된 러시아 제국과 일본 제국 사이의 전쟁으로, 만주와 한반도에서의 주도권을 얻기 위한 것이었다. 러일전쟁의 주요 무대는 만주 남부, 특히 요동반도와 한반도 근해이며, 러시아 제국과 일본 제국의 만주와 한반도에 대한 제국주의적 욕망이 충돌하여 발생하였다. 러시아는 러시아 해군과 해상 무역을 위해 태평양 연안의 부동항을 얻으려 했다. 블라디보스톡은 사용 가능한 유일한 항구로, 여름에 주로 이용되었다. 여순(旅順; Port Arthur) 항은 연중 사용할 수 있었다. 청일전쟁 이후인 1903년 8월부터 진행된 짜르 정부와 일본과의 협상이 결렬되자 일본은 조선에 대한 독점권을 얻기 위해 전쟁을 선택하였다.
이로부터 압록강 회전 등몇 차례의 전투 끝에 주변국들의 예상을 뒤엎고 일본이 승리하였고, 일본은 극적으로 동아시아의 판도를 뒤바꾸어 세계 무대에 등장하게 되었다. 러일 전쟁에서 일본이 승리한 뒤 맺은 포츠머스 조약을 통해,  러시아 제국은 일본의 조선 지배를 인정할 수 밖에 없게 되었다.  러시아는 동아시아에서 영향력을 대부분 잃게 되었고, 짜르 정부에 대한 불만이 거세지자 1905년 피의 일요일로 퍼지게 된다.(→러일 전쟁) 러시아 혁명(1917년)에 뒤이어 일어난 러시아 내전(1917~22년)에서 일본은 러시아 백군을 도와 7만 2천여명의 병력을 시베리아에 파견하였으나 패배하였다.

### 소비에트 연방-일본 관계

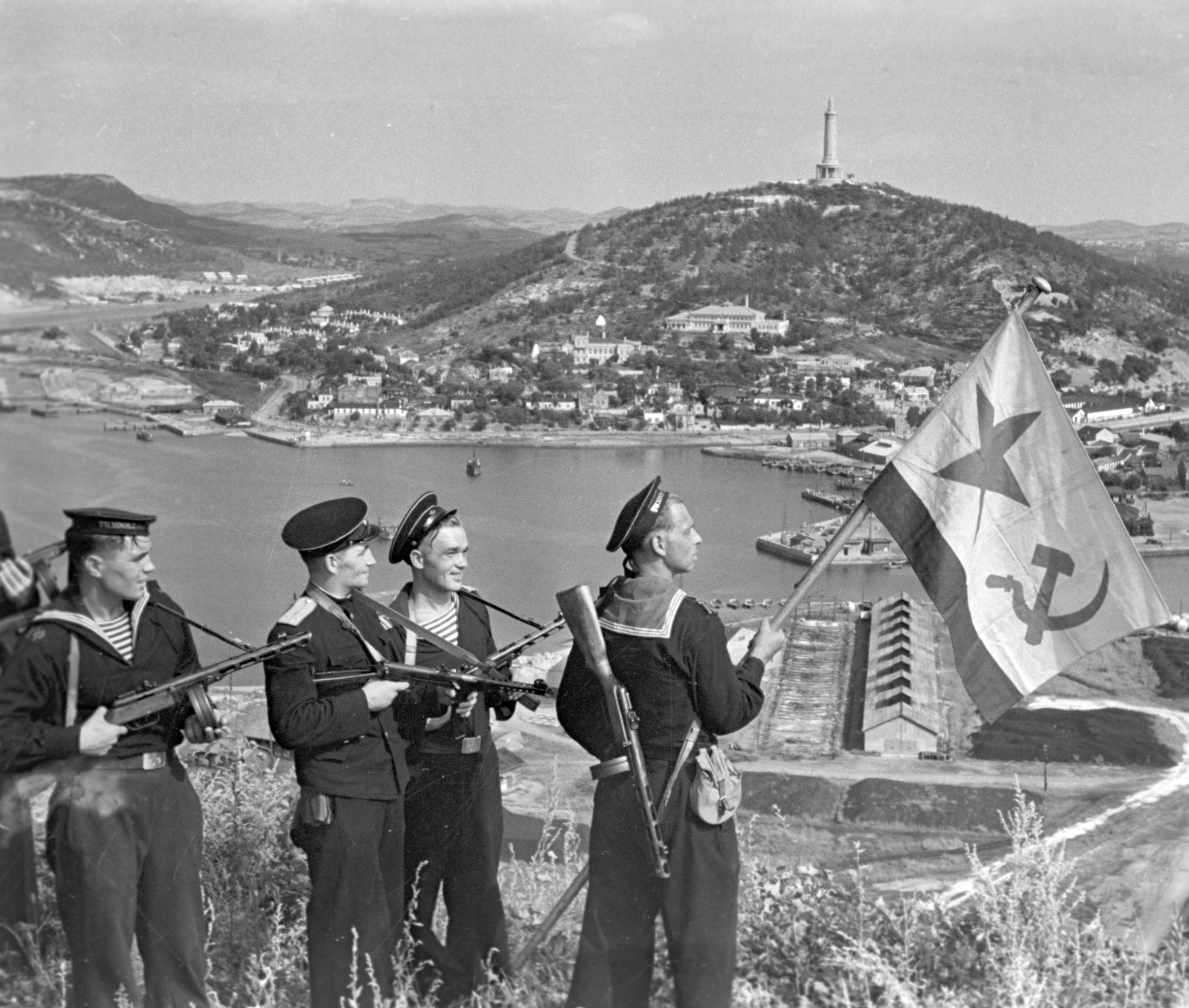
일본 제국으로부터 뤼순항을 점령한 소비에트 군인들

1931년 일본이 만주사변으로 만주 일대를 장악함에 따라 소비에트 연방과의 국경 분쟁이 잦아졌고, 이는 1939년 할힌골 전투로 이어졌다. 이 전투에서 일본은 참패하였으며 소련과 불가침 조약을 맺으면서 소련이 원하는 대로 국경선을 정했다. 제2차 세계 대전 중에 소련과 일본은 말기 무렵에 와서 전투를 벌였다. 1945년 4월 소련은 일본제국 정부측에 소-일 불가침조약을 더 이상 갱신하지 않을 것을 통보했다. 그리고 얄타회담에서 미국측에 대일전 참전을 약속한 소련은 8월에 만주를 침공해 일본에게 승리하고 러일전쟁 때 상실했던 사할린 섬을 탈환하고 쿠릴 열도를 일본에게서 빼앗는다. 더 나아가 소련은 일본이 점령하고 있었던 한반도 북부 지역으로 진출을 시도하고, 나진, 청진, 원산과 평양 그리고 개성을 끝으로 거침없이 남하하였다. 결국 일본이 무조건 항복을 선언하며 소련과 일본 간 전쟁도 해소된다.
1956년 일본은 소련과 다시 국교를 맺으면서 유엔에 가입하게 되고, 러시아 연방이 성립된 지금까지 그 관계를 유지하고 있다. 그러나 쿠릴 열도에 대해서는 영토 분쟁이 계속되고 있다. 이 외에도 여러 작은 문제가 있어서 제2차 세계 대전 이후에도 평화 조약을 맺기 힘들었고, 현재에도 풀리지 않은 문제가 많다.

### 러시아 연방공화국-일본 관계

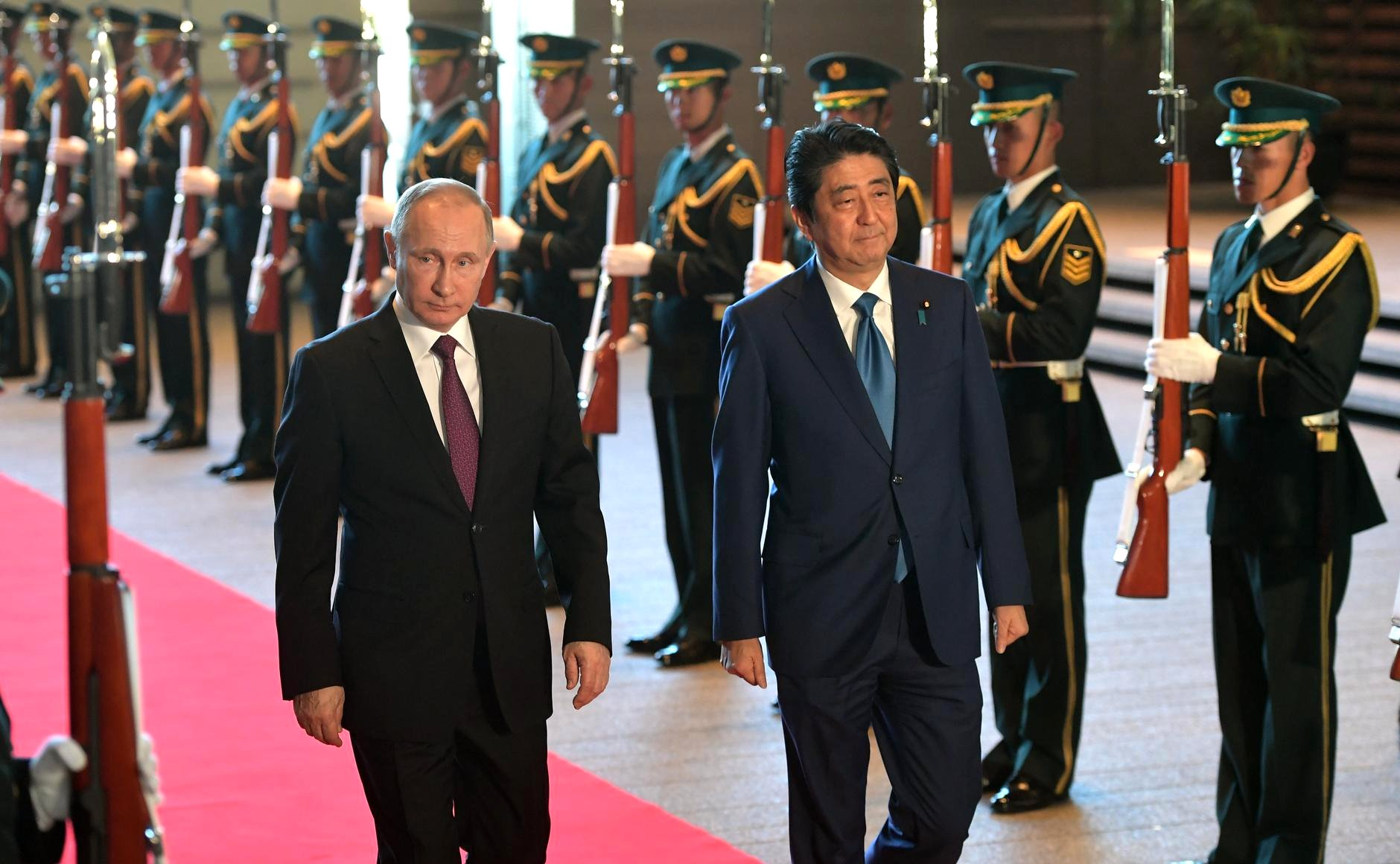
2016년 러일정상회담

1991년 소련 붕괴 이후 보리스 옐친 정부가 들어섰다. 비록 일본이 G7에 가입하였고 러시아에 기술 및 재정적 원조를 제공했지만 이들 사이의 관계는 안 좋다. 1992년 9월 보리스 옐친은 일본 방문 계획을 연기했고, 1993년 10월에 방문했다. 그는 쿠릴 열도 분쟁에 대해서는 언급을 피했지만, 1956년에 소련이 체결한 시코탄 및 하보마이 섬을 되돌려 주기로 했던 조약을 이행하기로 하였다. 옐친은 제2차 세계 대전 이후 일본 포로 처리 문제에 대해서도 사과했다.
1994년 3월, 하타 쓰토무 일본 외무성 장관은 모스크바를 방문했고 안드레이 코지레프 러시아 외무성 장관 및 다른 장관을 만났다. 하타 장관은 러시아에 대한 재정 지원을 약속했다. 그러나 드미트리 메드베데프 정부가 들어선 이후 러시아는 시코탄 섬과 하보마이 섬의 반환 동의를 취소했다. 2016년 아베 신조와 블라디미르 푸틴은 정상회담을 가졌다. 이 정상회담에서 쿠릴 열도 분쟁에 대한 직접적인 언급은 없었다.

## 교통
| 도쿄 \|\| align=center\|NRT \|\| align=center\|RJAA \|\| 나리타 | 일본항공 : 모스크바(도모데도보) |

## 분쟁
현재 러시아와 일본은 쿠릴 열도에 대한 영유권 분쟁을 벌이고 있으며, 쿠릴 열도 중 이투루프섬, 쿠나시르섬, 시코탄섬, 하보마이 군도에 대하여 러시아가 실효 지배 중에 있다.

## 같이 보기
- 일본의 대외 관계
- 러시아의 대외 관계
- 소련-일본 관계
- 재일 러시아인